# Dorogháza, Nógrád
Dorogháza  este un sat în districtul Bátonyterenye, județul Nógrád, Ungaria, având o populație de 1.182 de locuitori (2011). 

## Demografie
Componența etnică a satului Dorogháza
     Maghiari (97,72%)
     Romi (1,39%)
     Necunoscut (0,5%)
     Germani (0,4%)
     Alții (0,5%)
Componența confesională a satului Dorogháza
     Romano-catolici (59,73%)
     Fără religie (10,66%)
     Reformați (1,52%)
     Necunoscută (27,58%)
     Atei (0,51%)
     Alte religii (1,18%)
Conform recensământului din 2011, satul Dorogháza avea 1.182 de locuitori. Din punct de vedere etnic, majoritatea locuitorilor (97,72%) erau maghiari, cu o minoritate de romi (1,39%). Apartenența etnică nu este cunoscută în cazul a 0,5% din locuitori.  Din punct de vedere confesional, majoritatea locuitorilor (59,73%) erau romano-catolici, existând și minorități de persoane fără religie (10,66%) și reformați (1,52%). Pentru 27,58% din locuitori nu este cunoscută apartenența confesională.